# کسری ناجی
کسری ناجی (زاده ۱۳۳۱) خبرنگار بخش فارسی بی‌بی‌سی است. وی با سی‌ان‌ان، گاردین، اکونومیست و لس آنجلس تایمز نیز همکاری داشته است.

## زندگی‌نامه
ناجی در ایران به دنیا آمده و در زمان انقلاب دانشجو بوده، و پس از انقلاب ایران را ترک کرده است. او در مصاحبه‌ای با رادیوی عمومی ملی گفته که طرفدار انقلاب بوده و در تظاهرات ضدشاه شرکت می‌کرده است، اما پس از گذشت مدتی از انقلاب به نظرش ایران «تقریباً زشت» شد و وقتی در روزنامه نام کسانی را که اعدام شده‌اند می‌خوانده، به خانه می‌رفته و گریه می‌کرده است.
او با فرانسیس هریسون، خبرنگار انگلیسی ازدواج کرده است. او که به هنگام روی کار آمدن محمود احمدی‌نژاد در تهران به همراه همسرش که خبرنگار بی‌بی‌سی در تهران بود فعالیت می‌کرد، به پیشنهاد او کتابی به نام «احمدی‌نژاد: داستان ناگفته رهبر تندروی ایران» (به انگلیسی: Ahmadinejad: The Secret History of Iran’s Radical Leader) نوشت. ناجی پس از اتمام کتاب و صادر نشدن کارت خبرنگاری‌اش بار دیگر ایران را ترک کرد.